# Língua cuanhama
O cuanhama (em cuanhama: Oshikwanyama ou ochi-kwanyama) é uma língua nígero-congolesa falada por cerca de 420 mil pessoas em Angola e 715 mil pessoas na Namíbia. Os seus falantes pertencem ao grupo étnico kwanyama ou cuanhama, um subgrupo do povo ovambo.